# Personaggi di Dragon Age: Origins
Questa è la lista dei personaggi di Dragon Age: Origins, videogioco sviluppato da BioWare e pubblicato da Electronic Arts nel 2009, e della sua espansione Dragon Age: Origins - Awakening.

## Personaggi giocabili

### Il Custode
Il protagonista del gioco viene chiamato dagli altri personaggi semplicemente come Il Custode. Successivamente gli verrà concesso il titolo di Eroe/Eroina del Ferelden dopo gli eventi di Dragon Age: Origins. In base alle scelte del giocatore può essere di sesso maschile o femminile e di razza umana, elfica o nanica.
A seconda della razza, si può quindi scegliere anche l'origine, con nome e cognome predefiniti (tuttavia il nome è personalizzabile). Ogni origine ha una storia completamente diversa dalle altre possibili (a parte quella del mago, uguale sia da umani che da elfi), nella quale si conoscono meglio personaggi che avranno in ogni caso un impatto più o meno incisivo nelle missioni successive al prologo. Ogni prologo si conclude con il personaggio principale reclutato da Duncan nei Custodi Grigi per combattere contro la Prole Oscura. Egli lo porta a Ostagar, dove effettua il rito di iniziazione attraverso il quale diventa un Custode Grigio. Quando Loghain abbandona l'esercito del re lasciandolo morire per mano della Prole Oscura, il Custode e Alistair fuggono dalla fortezza salvati da Flemeth, madre della strega Morrigan. Insieme a quest'ultima, decidono di partire per chiedere aiuto per combattere la Prole Oscura e Loghain stesso.

#### Origini e nomi
| Origini       | Sesso | Nome (predefinito) | Cognome (unico) |
| ------------- | ----- | ------------------ | --------------- |
| Umano nobile  | M     | Aedan              | Cousland        |
| Umano nobile  | F     | Elissa             | Cousland        |
| Mago (umano)  | M     | Daylen             | Amell           |
| Mago (umano)  | F     | Solona             | Amell           |
| Elfo Dalish   | M     | Theron             | Mahariel        |
| Elfo Dalish   | F     | Lyna               | Mahariel        |
| Elfo di città | M     | Darrian            | Tabris          |
| Elfo di città | F     | Kallian            | Tabris          |
| Mago (elfo)   | M     | Alim               | Surana          |
| Mago (elfo)   | F     | Neria              | Surana          |
| Nano popolano | M     | Faren              | Brosca          |
| Nano popolano | F     | Natia              | Brosca          |
| Nano nobile   | M     | Duran              | Aeducan         |
| Nano nobile   | F     | Sereda             | Aeducan         |

#### Doppiatori
A seconda della razza scelta e del sesso, sono disponibili diversi set di voci per ogni personaggio. Vi sono in totale 34 diversi doppiatori per la voce del Custode:
| Maschio      | Maschio          | Maschio      | Maschio          | Maschio      | Maschio           |
| Umano        | Umano            | Elfo         | Elfo             | Nano         | Nano              |
| ------------ | ---------------- | ------------ | ---------------- | ------------ | ----------------- |
| Saggio       | Mark Hildreth    | Saggio       | Michael Gough    | Saggio       | Fred Tatasciore   |
| Presuntuoso  | Ken Lally        | Presuntuoso  | Dwight Schultz   | Presuntuoso  | Peter Jessop      |
| Esperto      | Robin Sachs      | Esperto      | Mark Meer        | Esperto      | Keith Ferguson    |
| Mistico      | Gideon Emery     | Mistico      | Keith Ferguson   | Intelligente | Keith Szarabajka  |
| Cortese      | Desmond Askew    | Cortese      | Jesse Gervais    | Cortese      | Zach Hanks        |
| Violento     | Timothy Watson   | Violento     | Yuri Lowenthal   | Violento     | John Rubinow      |
| Femmina      |                  |              |                  |              |                   |
| Umana        | Umana            | Elfa         | Elfa             | Nana         | Nana              |
| Saggio       | Hellena Taylor   | Saggio       | April Stewart    | Saggio       | Kim Mai Guest     |
| Violento     | Mika Simmons     | Violento     | Cree Summer      | Violento     | Julianne Buescher |
| Appassionato | Kath Soucie      | Appassionato | Kath Soucie      | Appassionato | Wendy Braun       |
| Mistico      | Erica Luttrell   | Mistico      | Kathryn Cressida | Intelligente | Shannon Blanchet  |
|              |                  | Presuntuoso  | Corri English    | Presuntuoso  | Courtenay Taylor  |
| Esperto      | Colette Whitaker | Esperto      | April Banigan    | Esperto      | Seana Kofoed      |

#### Mabari
I mabari sono noti segugi da guerra che rispondono soltanto agli ordini impartiti dal padrone; altre persone che tentino di farlo rischiano persino di essere uccisi. Se il giocatore veste i panni dell'umano nobile sarà il primo membro del gruppo che incontrerà, altrimenti sarà possibile arruolarlo svolgendo un'apposita missione a Ostagar.
Il mabari ha a sua disposizione sia talenti da guerriero che dei talenti dedicati (cane da guerra). I talenti da guerriero sono tuttavia un'esclusiva della versione per console di Origins.

### Alistair
Uno degli ultimi due Custodi Grigi rimasti nel Ferelden. Fin dalla sua prima apparizione, Alistair ha sempre cercato di ironizzare sulle situazioni pericolose. È un uomo di buon cuore, che cerca sempre di aiutare i più deboli. Fin da bambino è stato addestrato per seguire la religione di Andraste; nonostante sia credente, non ha molta stima delle sacerdotesse e delle loro regole. Ha una bassa considerazione di sé e spesso si prende in giro da solo. Non è molto bravo a relazionarsi con le persone e spesso risulta impacciato nelle conversazioni, ma lo fa in buona fede. Nonostante sia una persona goffa, è un guerriero molto abile, serio e scrupoloso e durante i combattimenti dimostra di possedere abilità deduttive e strategiche. Quando si mette in viaggio con il Custode inizia a provare astio nei confronti di Morrigan, essendo una maga vissuta fuori dal Circolo e figlia di Flemeth. I due spesso litigano per sciocchezze e si punzecchiano a vicenda. Anni dopo, se Alistair rimane coi Custodi, il loro rapporto cambia riuscendo ad avere un dialogo civile e Alistair ammetterà che ella è cambiata. Se Alistair ha effettuato il rituale con Morrigan avendo Kieran, egli cercherà di tenersi in contatto col ragazzo nascondendo la sua vera identità. Alistair è molto legato a Duncan, il Capo dei Custodi Grigi del Ferelden che lo ha reclutato. Duncan ha sempre cercato di tirare fuori il meglio di lui e Alistair gli deve molto, fino a considerarlo un padre adottivo. Quando Loghain tradisce Cailan e Duncan, Alistair cade in depressione per la morte del suo mentore accusando Loghain di essere il suo assassino. Da lì il ragazzo comincia a covare vendetta verso Loghain e troverà pace solamente se muore. In base alle scelte, se si risparmia Loghain, Alistair lascerà il gruppo infuriato e diventerà un ubriacone.
Alistair nacque nell'anno 9:10 Era del Drago, nei dintorni del villaggio di Redcliffe. Fu allevato dall'Arle Eamon Guerrin, il quale gli raccontò che sua madre era una sua serva, morta nel darlo alla luce. L’Arlessa Isolde, moglie dello Jarl, aveva il sospetto che Alistair fosse figlio di Eamon poiché suo marito aveva uno strano e profondo interesse per il benessere di un figlio di una semplice serva. Lei insistette successivamente a mandare Alistair nella Chiesa. I sospetti di Isolde erano tuttavia infondati. In realtà Alistair era il figlio illegittimo di Maric Theirin, re del Ferelden, e di Fiona, una maga elfica facente parte dei Custodi Grigi. Eamon proteggeva il ragazzo su consiglio di Teyrn Loghain Mac Tir per proteggere così anche l’onore della defunta sorella Rowan, moglie di Maric e regina del Ferelden. La parentela di Alistair venne nascosta fin dalla sua nascita perché essendo un figlio di Maric è anche un potenziale erede al trono se suo fratellastro Cailan dovesse morire accidentalmente. 
Alistair venne poi inviato in una chiesa dove lì iniziò il suo addestramento per diventare Templare. Prima di prendere i voti conobbe il Custode Grigio Duncan, che gli rivelò che sapeva la verità su suo padre. Duncan si trovava lì per assistere a un torneo amichevole in onore dei custodi grigi. Nonostante Alistair perse gli incontri, Duncan rimase affascinato dal ragazzo per il suo carattere buono ed altruista e decise di utilizzare il Diritto di Coscrizione per reclutarlo tra i Custodi Grigi. Alistair superò l'unione dell'ordine diventando a pieno titolo un Custode Grigio.
Anni dopo, nel Ferelden la Prole Oscura comincia ad aumentare di numero fino a quando i Custodi Grigi si rendono conto che è iniziato il Quinto Flagello. Duncan comincia a reclutare diversi membri, tra i quali il protagonista. Questi insieme a Duncan si reca a Ostagar dove incontra Alistair. Superato il rituale dell'Unione e divenuto un Custode Grigio, il protagonista sarà conosciuto d'ora in poi come Il Custode. Dopo che Alistair e Il Custode sopravvivono alla battaglia di Ostagar grazie alla strega Flemeth, i due, insieme a sua figlia Morrigan, decidono di viaggiare per il Ferelden per reclamare l'aiuto dovuto ai Custodi Grigi da elfi, nani e maghi in occasione di un Flagello, sulla base ad antichi trattati. Durante il viaggio affronteranno diversi nemici e recluteranno nuovi compagni. Solo quando si recheranno a Redcliffe, Alistair rivelerà al Custode la verità su suo padre.
Se il Custode è di sesso femminile, Alistair potrà iniziare una relazione con lei indipendentemente dalla razza cui appartiene. Col passare del tempo, che se si inizi o no una relazione con lui, il rapporto migliorerà e Alistair alla fine si aprirà completamente con Il Custode, affermando che per tutta la vita ha sempre ripudiato la sua discendenza reale e l'unica cosa che desiderava era una famiglia; chiederà infatti di essere accompagnato dalla sua sorellastra Goldanna a Denerim per conoscerla.
Dopo aver reclutato gli elfi, i nani e i maghi ed aver salvato Eamon dalla sua malattia, egli presenzierà alla Riunione del Popolo per decidere sulle azioni di Loghain e della Prole Oscura. Durante la riunione dopo aver finalmente fatto capire al popolo le azioni malvagie di Loghain, si potrà decidere se risparmiarlo o ucciderlo. Se si deciderà di ucciderlo potrà essere Alistair a farlo per vendicare la morte di Duncan avvenuta a Ostagar; se lo si risparmierà, egli lascerà il gruppo. Alistair potrà anche sposare Anora e diventare Re oppure diventare l'unico sovrano. Se ha una relazione con il Custode di origine nobile, la potrà sposare e farla diventare regina.
La sera prima della battaglia di Denerim contro la Prole Oscura, se il Custode è di sesso maschile potrà fare il rituale di Morrigan oppure convincere Alistar. Se il Custode è di sesso femminile si potrà convincere Alistair a fare il rituale, indipendentemente se si ha una relazione o no. Dopo aver sconfitto l'Arcidemone in base alle scelte compiute Alistair prenderà diverse strade: Se diventerà Re del Ferelden, viaggerà frequentemente durante il suo regno, governando e parlando alla gente in modo comune; Se Loghain viene arruolato nei Custodi Grigi e Alistair non si sposa con Anora, lascerà poi il Ferelden e diventerà un ubriacone errante; Se il Custode si sacrifica e Alistair non dieventerà Re, rimarrà con i Custodi Grigi per un po’ di tempo. Più tardi, dicendo che non si “sente più bene” e dopo aver fatto un memoriale per Duncan, Alistair scomparirà; Se Alistair non diventa Re, ed è in una storia d’amore con la Custode, potrà rimanere con i Custodi Grigi e non si allontanerà dal suo amore se non per fare un memoriale per Duncan.
Alistair apparirà solamente se sarà diventato Re del Ferelden. Dopo che la fortezza della veglia sarà stata liberata dalle Prole Oscura, Alistar si recherà alla fortezza e in base alle scelte potrà venire da solo o accompagnato da Anora se i due si sono sposati. Se il Comandante dei Custodi Grigi sarà l'Eroe del Ferelden Alistair gli darà il benestare per fare ciò che ritiene giusto, se invece il comandante sarà un orlesiano sarà Alistair a dargli gli ordini. Se il Custode e Alistair hanno avuto una relazione oppure se è un Umano Nobile egli riconoscerà il loro rapporto.
Alistair appare in modo diverso in base alle scelte compiute in Dragon Age: Origins. Se è diventato Re del Ferelden egli arriverà nella città di Kirkwall nell'Atto 3 dove si incontrerà con il Campione di Kirkwall per discutere sulla situazione critica tra maghi e Templari nella città. Durante il discorso si potrà scoprire diverse cose in base alle scelte compiute: se è sposato col Custode ed ella è diventata regina; se è sposato con Anora oppure è sposato con quest'ultima ma ha una relazione col Custode.
Se Alistair rimarrà nei Custodi, egli apparirà nell'Atto 2 durante l'attacco dei Qunari e sarà accompagnato da Bethany o Carver Hawke in base alle scelte compiute. Dopo aver sconfitto un manipolo di Qunari dirà che non potrà rimanere a liberare la città perché i Custodi Grigi devono rimanere imparziali ma donerà a Hawke un amuleto che apparteneva ad un “amico” (o all’amore della sua vita” nel caso Alistair abbia una storia d’amore con la Custode del Ferelden).
Se ha abbandonato i Custodi diventerà un ubriacone e comparirà nell'atto 1 nella Taverna dell’Impiccato dove si lamenterà della sua vita. Ricomparirà nell'atto 2 dove si potrà fare una conversazione.
Ricompare anche in Dragon Age: Inquisition. Poco tempo dopo quando ormai è scoppiata la guerra tra maghi e templari, le azioni di Alistair cambieranno in base alle scelte compiute in Dragon Age: Origins. Se Alistair è diventato il re del Ferelden, indipendentemente se governa da solo o con Anora o con il Custode se è di sesso femminile, apparirà solamente una volta, ovvero al castello di Redcliffe quando l'Inquisitore (protagonista di Dragon Age: Inquisition) sventa i piani di Alexios e recluta i maghi. Qui Alistair rivela che darà tutto il suo supporto all'inquisitore.
Se Alistair rimane con i Custodi Grigi, egli cercherà di risolvere la situazione del Lyrium rosso che ha infettato altri Custodi Grigi. Verrà contattato da Hawke, il Campione di Kirkwall scoprendo che il vero responsabile della corruzione dei Custodi Grigi è Corypheus, uno dei sette Magister originali. I due decidono di collaborare e decidono di contattare anche l'Inquisitore che decide di allearsi con loro. Alistari si stabilizzerà a Skyhold per organizzare un piano per liberare i Custodi Grigi dal controllo di Corypheus. Se Alistair ha effettuato il rituale con Morrigan avrà l'opportunità di incontrare Kieran e di rivedere Morrigan dopo tanti anni. Alistair ammetterà che ella è cambiata e che è diventata una madre amorevole. Tempo dopo l'Inquisitore con tre suoi compagni, Hawke e Alistair si recano in Orlais a fermare la Comandante Clarel, alleata di Corypheus, a liberare i Custodi Grigi. Si recano nella fortezza principale e qui hanno una colluttazione col drago di Corypheus e con i Demoni dell'Oblio. Durante le battaglie il gruppo cade in uno squarcio entrando fisicamente nell'Oblio. Qui il gruppo cercano un modo per fuggire dal regno dei demoni venendo accompagnati dalla voce di Corypheus che le debolezze di ognuno di loro. Giunti al varco che cercano, vengono fermati da un'enorme demone ragno che blocca loro la strada: qui si potrà scegliere se far sacrificare Hawke o Alistair. Se si decide di sacrificare Alistair, egli rimarrà nell'oblio permettendo agli altri di fuggire; se si sacrifica Hawke, Alistair fuggirà dall'Oblio e diventerà il nuovo Comandante dei Custodi Grigi sopravvissuti e si recherà alla fortezza Weisshaupt per informare il Primo Custode su quanto accaduto.

### Morrigan
Figlia della famigerata Strega delle Selve Flemeth, Morrigan è un'incantatrice arrogante e cinica che tiene molto al suo aspetto, sebbene cerchi di non farlo notare. È una mutaforma, possiede cioè l'abilità di assumere forme animali. Ha trascorso tutta la sua vita nelle Selve, una vita che lei stessa definisce solitaria e che non le ha consentito di coltivare relazioni sociali. Il ritrovamento del grimorio di Flemeth le consentirà di scoprire che la madre riesce a vivere per interi secoli prendendo possesso dei corpi delle figlie, ragion per cui chiederà al protagonista di ucciderla.
Un Custode di sesso maschile di qualsiasi razza può intrecciare una storia d'amore con lei.

### Leliana
Leliana è un'asserente della Chiesa: condivide lo stile di vita, gli ideali e i dogmi dei suoi fratelli e sorelle pur non avendo preso i voti. Si dice determinata ad aiutare il protagonista a porre fine al Flagello in virtù di una misteriosa visione mandatale dal Creatore. Quando il rapporto con il Custode Grigio diventerà più profondo, la giovane spiegherà di aver scelto la vita nel monastero per scappare da Marjolane, una spia di Orlais destinata a ricomparire con prepotenza nella vita della ragazza. È il personaggio giocabile principale del DLC "IL Canto di Leliana" dove viene mostrato il suo passato e il suo arrivo al villaggio di Lothering.
Un Custode di qualsiasi sesso e di qualsiasi razza può intrecciare una storia d'amore con lei.

### Sten
Sten è un Qunari, razza proveniente dall'isola di Par Vollen. Spiega di essere giunto nel Ferelden per ordine del suo generale, l'Arishok, il quale gli ha chiesto di trovare la risposta alla domanda "Cos'è il Flagello?". Poco dopo il suo arrivo verrà però condannato alla prigionia per aver sterminato la famiglia di contadini che gli aveva salvato la vita. Il giocatore ha la possibilità di liberarlo (in modo che cerchi la redenzione combattendo la Prole Oscura) oppure lasciarlo al proprio destino.
Sten non è il suo vero nome, in quanto il Qun (dottrina con cui i Qunari amministrano la loro società) prevede che ogni Qunari non abbia un nome, ma porti come tale la sua occupazione o grado nell'esercito. In questo caso, "Sten" è l'equivalente di "comandante di fanteria". È doppiato da Mark Hildreth.

### Wynne
Wynne è un'anziana maga che insegna ai nuovi arrivati alla Torre del Circolo come servirsi della magia senza pericoli. Partecipa con fierezza alla battaglia di Ostagar, riuscendo a salvarsi malgrado la catastrofica sconfitta. Non appena il giocatore si reca alle sponde del Lago Calenhad, scoprirà che la Torre è caduta nelle mani degli abomini e che Wynne è intenzionata a porre fine a questa minaccia. Eliminato Uldred, il responsabile dei disordini, offrirà i propri servigi al Custode. È doppiata da Susan Boyd Joyce.

### Zevran Arainai
Zevran è un discendente degli elfi Dalish da parte della madre e un membro dei Corvi di Antiva, una società di assassini con ramificazioni in numerosissime regioni. Questi gli propongono di uccidere il protagonista su richiesta di Arle Howe, forte del benestare di Loghain. Sconfiggendolo dopo l'agguato, il giocatore potrà decidere se ucciderlo o accettare la sua proposta di alleanza. Per quanto possa sembrare cinico e malizioso in ogni suo discorso, l'elfo ha avuto un'infanzia durissima in quanto orfano di entrambi i genitori: la madre, una prostituta di Antiva, è morta dandolo alla luce, mentre il padre, un taglialegna, è scomparso a causa di una malattia. È stato quindi cresciuto dai Corvi di Antiva, imparando ogni segreto nell'arte dell'assassinio. È doppiato da Jon Curry.
Un Custode di qualsiasi sesso e di qualsiasi razza può intrecciare una storia d'amore con lui.

### Oghren
Oghren è un nano della città di Orzammar, appartenente alla casta dei guerrieri. Aiuterà il giocatore ad inoltrarsi nelle Vie Profonde per trovare la moglie Branka, partita alla ricerca dell'Incudine del Vuoto, un antico manufatto creato dal Campione Caridin per forgiare Golem (usando le anime di volontari e non). Il protagonista potrà scegliere se preservare l'Incudine o distruggerla. In entrambi i casi, Oghren offrirà al Custode Grigio la propria lama per sconfiggere il male che minaccia Ferelden, abbandonando pertanto Orzammar. Dopo un iniziale periodo di adattamento alla superficie, ne scoprirà la bellezza, le particolarità ma soprattutto la qualità della birra, da lui assunta costantemente in grande quantità.
Compare anche nell'espansione Awakening, nel quale decide di unirsi ai Custodi Grigi, ispirato dal viaggio intrapreso con l'Eroe del Ferelden. È doppiato da Steve Blum.

### Shale
Shale è un golem reclutabile soltanto nel DLC Il prigioniero di Pietra. Il suo precedente padrone, Wilhem, la portò sulla superficie dopo averla rinvenuta casualmente nelle Vie Profonde; da allora la impiegò come servitore personale, sino a quando la situazione non divenne talmente insopportabile che Shale uccise Wilhem. Subito dopo però si bloccò, incapace di muoversi e di proferire parola. L'incontro con un mercante di nome Felix consentirà al Custode di dirigersi verso Honnleath, città dove il golem giace ancora immobile, e liberarla. Non sapendo cosa fare riacquistata la libertà dopo tanto tempo, Shale decide di unirsi al Custode nella sua lotta contro la Prole Oscura, nonostante sia piuttosto scettica riguardo a una vittoria del gruppo. Se la si aiuta a indagare sul suo passato, si scoprirà che prima di divenire un golem era un'abile guerriera nana della famiglia Cadash, unica femmina offertasi volontaria per diventare un golem. È doppiata da Geraldine Blecker.

### Loghain Mac Tir
Teyrn Loghain Mac Tir, padre di Anora e quindi suocero di Cailan, è il secondo antagonista di Dragon Age: Origins. Successivamente all'incontro dei popoli, il giocatore può scegliere di giustiziarlo (e quindi non diventerà mai più un personaggio del gruppo), o fargli compiere l'iniziazione, avendo una vendetta comunque adeguata. Non passandola, infatti, perirebbe e passandola sarebbe "condannato" a diventare un Custode Grigio e ad aiutare il protagonista (questa è l'argomentazione posta da Anora per convincere il giocatore). Scegliendo di risparmiarlo, può essere scelto come sacrificio contro l'Arcidemone; se si prende questa decisione Loghain morirà e sarà considerato un eroe insieme al personaggio principale (che rimarrà in vita). Risparmiando la vita a Loghain, tuttavia, si scatenerà la furia di Alistair, che desiderava vederlo morto più di ogni altra cosa (in quanto la causa della morte del fratello Cailan e del mentore Duncan), il quale abbandonerà incondizionatamente il gruppo. È doppiato da Simon Templeman.

## Antagonisti

### Prole Oscura
Creature oscure e dall'origine sconosciuta che si nascondono nelle Vie Profonde, sottoterra, tra una città dei Nani e l'altra. Possono infettare creature sane, tramutandole in breve termine in uno di loro o portandole direttamente a morire tra grandi sofferenze. Solitamente catturano gli esemplari di sesso femminile delle varie specie per corromperle e trasformarle in quella che viene chiamata una Madre della nidiata, un mostro non senziente che nella sua vita può dare vita a migliaia di differenti Prole Oscura. Si dividono in quattro classi differenti, ognuna proveniente da una Madre della nidiata differente: Hurlock (umana), Genlock (nanica), Shriek (elfica) e Ogre (qunari). Trascorrono la loro vita nelle profondità del mondo, depredando le città naniche ormai abbandonate o distrutte a causa loro e chiunque si avventuri da solo nei loro territori. Una volta trovati quelli che si credono essere i resti di un Antico Dio, essi lo infettano con il loro sangue e lo tramutano in quello che diventerà il loro capo, l'Arcidemone: guidati dalla creatura fuoriescono dalle Vie Profonde e invadono il Thedas con l'unico obiettivo di portare morte e distruzione ovunque passino. Questo avvenimento viene chiamato Flagello, e al tempo del gioco se ne sono in tutto verificati cinque (la storia è ambientata nel corso del quinto) in circa 2.000 anni.

### Arcidemone
L'Arcidemone, guida della Prole Oscura. Il suo nome è Urthemiel. Si tratta di un enorme drago rosso dall'aspetto molto macabro, nato a causa dell'infezione causata dalla Prole Oscura a quello che un tempo era un Antico Dio. I Custodi Grigi durante i loro sogni possono sognare l'Arcidemone e vedere quali sono i suoi piani. In base alle scelte del giocatore, potrà essere ucciso da Il Custode, da Alistair o da Loghain. È l'antagonista principale di Dragon Age: Origins.

### Uldred
Mago del circolo impazzito. Dopo la battaglia di Ostagar torna alla torre del circolo dove apre un varco ai demoni dell'Oblio permettendo a loro di massacrare i maghi e i templari. Inoltre comincia a trasformare i maghi in abomini così che acquisiscano, secondo lui, la vera essenza della vita e della magia.

### Rendon Howe
Arle di Amaranthine e braccio destro di Loghain. È il padre di Nathaniel Howe, personaggio giocabile di Dragon Age: Origins - Awakening. Se si sceglie l'origine dell'umano nobile Rendon sarà il responsabile dello sterminio della famiglia del protagonista. Andando avanti col gioco, indifferente da qualunque origine scelta, egli assumerà degli assassini per fermare l'avanzata del protagonista e impiegherà qualunque cosa per fermarli.

### Jarvia
Nana senza casta nonché capo del karta di Orzammar, l'organizzazione criminale dei nani senza casta. Se si sceglie l'origine del nano senza casta la si incontra e si scopre che il protagonista è al suo servizio. Nana spietata e senza scrupoli che desidera amplificare il suo racket in superficie e in tutta Orzammar. A prescindere dalle decisioni, sia Bhelen e Harrowmont chiederanno l'aiuto del Custode per sconfiggere Jarvia, così facendo avrebbero aiutato il protagonista nella guerra contro la prole oscura.

## Altri personaggi

### Duncan
Comandante dei Custodi Grigi nel Ferelden. Uomo rispettato da tutti per il suo valore e la sua nobiltà alla causa contro la Prole Oscura, è lui a reclutare il protagonista (indifferentemente dall'origine scelta) e a compiere il rituale di iniziazione. Durante la battaglia a Ostagar assiste la morte di re Cailan e uccide l'Ogre responsabile. Dopo tale azione, in fin di vita, soccombe all'attacco dell'esercito della Prole Oscura come tutto l'esercito a difesa di Ostagar.

### Cailan Theirin
Cailan è il re del Ferelden, figlio di re Maric Theirin. Cailan sposa la figlia di Loghain, ovvero Anora. Senza saperlo egli è il fratellastro di Alistair perché suo padre, Maric, ebbe una relazione con una domestica, la madre di Alistair. Conosce il protagonista a Ostagar dove si accinge a combattere contro la Prola Oscura. Durante la battaglia viene ucciso da un Ogre.

### Anora
Anora è la moglie di Cailan e di conseguenza regina del Ferelden. Ella è inoltre la figlia di Loghain Mac Tir. Dopo la morte di Cailan lascia temporaneamente il trono a suo padre. Durante la Riunione dei Popoli si può scegliere se lasciare Anora regina o scegliere Alistair come nuovo re, come anche di farli sposare tra di loro o chiedere direttamente la sua mano, nel caso si stia impersonando un Custode (umano nobile) maschio.

### Flemeth
Madre di Morrigan, è una possibile antagonista durante la missione personale di Morrigan. Ella salva il protagonista e Alistair da Ostagar, per poi convincerli a portare con loro Morrigan nella lotta contro il Flagello. Nel corso dell'avventura, viene rivelato come Flemeth sia un demone in grado di vivere in eterno sfruttando i corpi delle sue figlie. Dopo che Morrigan scopre le vere intenzioni di sua madre, chiede aiuto al custode per ucciderla. Se il protagonista accetterà, dovrà combattere Flemeth nella sua forma di drago.

### Marjolaine
Ex maestra di Leliana e anche possibile ex amante della ragazza. È una possibile antagonista durante la missione personale di Leliana. Nel DLC "Il Canto di Leliana" ha un ruolo molto importante perché viene mostrato il tradimento nei confronti di Leliana. Nella storia principale, quando si recluterà il terzo compagno Marjolaine invierà dei mercenari ad uccidere la ragazza senza successo. Infine Leliana inciterà Il Custode a recarsi a Denerim per finirla una volta per tutte. Incontrata Marjolane si potrà decidere se ucciderla o lasciarla vivere.

### Irving
Primo incantatore della Torre dei Maghi di Ferelden. Uomo molto saggio e rispettato. Inoltre è un vecchio amico di Wynne. Viene imprigionato dal mago traditore Uldred in cima alla torre con l'obiettivo di trasformarlo in abominio. Dopo che il Custode e i suoi compagni sconfiggono Uldred, Irving ringrazia l'aiuto offrendo il suo aiuto contro il Flagello.

### Zathrian
Guardiano del clan Dalish a cui si chiede aiuto contro la Prole Oscura. Chiederà al protagonista di portargli il cuore di Zannelucenti per interrompere la maledizione dei Lupi Mannari che affligge il suo popolo. Dopo aver incontrato Zannelucenti si scoprirà che è stato proprio Zathrian a creare la maledizione e dopo tale scoperta si può scegliere se aiutare Zathrian o i Lupi Mannari.

### Greagor
Comandante dei Templari alla Torre dei Maghi di Ferelden. Uomo severo ma giusto con le scelte. Dopo aver sconfitto Uldred si potrà chiedere il suo aiuto contro il Flagello.

### Bodahn e Sandal
Nani di Orzammar. Bodahn trovò Sandal nelle Vie Profonde e dopo aver scoperto la sua abilità per gli incantamenti decide di adottarlo come figlio. Il Custode e i suoi compagni lo salveranno da un attacco di Prole Oscura a Lothering. Dopo tale azione, Sandal insieme a suo padre decidono di seguire il Custode e i suoi compagni nella lotta contro il Flagello diventando i mercanti nell'accampamento di gruppo.

### Arle Eamon
Signore di Redcliffe, zio di Re Cailan e di Alistair. Uomo saggio e giusto che nonostante Alistair fosse un figlio bastardo l'ha preso con sé e cresciuto come un figlio. È un principale alleato del protagonista e sarà proprio lui a convocare l'Incontro dei Popoli per decidere sugli atti compiuti da Loghain.

### Riordan
Custode Grigio salvato allo sterminio della battaglia di Ostagar perché era fuori in missione. Viene imprigionato da Arle Howe per poi essere liberato dal protagonista. Essendo il Custode Grigio più anziano rimasto è lui a informare Alistair e il protagonista che per uccidere l'Arcidemone bisogna per forza essere un Custode Grigio e che al momento dell'uccisione anche il Custode Grigio muore. Durante la battaglia di Denerim cerca di uccidere l'Arcidemone fallendo e morendo.

### Bhelen Aeducan
Bhelen è il terzo figlio di Endrin Aeducan, re della città nanica di Orzammar. Dopo la morte di suo padre Bhelen essendo principe è il legittimo erede al trono, tuttavia Harrowmont cercherà di impedirlo. Autoritario, farebbe di tutto per diventare Re, ma se lo si aiutasse a diventarlo governerà con un approccio progressista, rinforzando le connessioni di Orzammar con la superficie. Si potrà scegliere di stare dalla parte di Bhelen o di Harrowmont e decidere chi dei due può diventare re di Orzammar.

### Pyral Harrowmont
Generale di Orzammar e amico fidato di Endrin. Alla morte del re decide di candidarsi come nuovo successore iniziando uno scontro politico contro Bhelen. È un nano saggio e giusto, ma se diventerà re governerà in modo conservativo e la sua politica porterà addirittura a una guerra tra Orzammar e il Ferelden. Si potrà scegliere di stare dalla parte di Bhelen o di Harrowmont e decidere chi dei due può diventare re di Orzammar.

### Branka
Campionessa di Orzammar e moglie di Oghren. Insieme a tutta la sua casata, tranne il marito Oghren, si è diretta nelle Vie Profonde alla ricerca dell'incudine del vuoto di Caridin per riacquistare la conoscenza della realizzazione dei golem. Una volta raggiunta si potrà scegliere se aiutarla a prendere l'incudine o aiutare Caridian.

### Caridin
Nano vissuto durante il Primo Flagello che creò l'incudine del vuoto riuscendo a scoprire come creare i golem. Dopo aver compreso che l'incudine era troppo pericolosa si tramutò lui stesso in un golem e nascose l'incudine rimanendo a guardia di essa impedendo a chiunque di provare a recuperarla. Si potrà decidere se aiutare Caridian a distruggere l'incudine o aiutare Branka.

## Introdotti inAwakening

### Personaggi giocabili

#### Mhairi
Giovane recluta dei Custodi Grigi, accompagna il Custode alla Fortezza della Veglia e lo aiuta a combattere i Prole Oscura che l'hanno invasa. Al rito dell'unione, tuttavia, non sopravvive e di conseguenza esce permanentemente dal party. È doppiata da Alix Wilton Regan.

#### Anders
Anders è un mago eretico noto per essere fuggito dalla Torre del Circolo per ben sette volte, sebbene ciascuna evasione sia sempre finita con la sua cattura da parte dei templari. Questi, lungo la via del ritorno, decidono di fare una sosta presso la Fortezza della Veglia, dove tuttavia verranno uccisi dai Prole Oscura che l'hanno attaccata. Sopravvissuto, Anders aiuta il protagonista nel salvataggio dei pochi superstiti e del siniscalco Varrel; all'arrivo di Re Alistair o della Regina Anora, il giocatore dovrà decidere se consegnarlo alle autorità oppure reclutarlo tra i Custodi Grigi.

#### Nathaniel Howe
Ritornato nel Ferelden poco dopo la fine del Flagello, Nathaniel Howe rimane sbigottito nello scoprire che il protagonista, oltre ad aver ucciso il padre Rendon, si è insediato nei territori della sua famiglia per ricostruirvi l'Ordine dei Custodi Grigi. Il giovane viene sorpreso e catturato mentre cercava di rubare alcuni cimeli della sua casata; il protagonista può ordinare che venga condannato a morte per il reato commesso oppure concedergli la possibilità di riscattare il nome della sua casata unendosi all'Ordine. È doppiato da Simon Chadwick.

#### Giustizia
Messosi alla ricerca di Kristoff, un Custode Grigio di cui non si hanno più notizie, il protagonista ne trova il corpo senza vita nell'abbandonato villaggio di Paludenera. La sua uccisione faceva tuttavia parte di una trappola ordita da un Prole Oscura senziente che, dopo aver teletrasportato il giocatore e i suoi compagni nell'Oblio, vi finisce egli stesso con suo gran sconcerto. Qui ha luogo l'incontro con Giustizia, uno Spirito benigno personificazione dell'ideale da cui prende nome. Questi è intenzionato a confrontarsi con la Baronessa, una potente incantatrice che tempo addietro uccise gli abitanti di Paludenera, intrappolandone gli spiriti nell'Oblio. La maga, in seguito alla sconfitta della Prole Oscura con cui si era alleata, ne utilizza il sangue per aprire un varco che riporta il Comandante e il suo seguito nel mondo reale; l'incantesimo però colpisce anche Giustizia, il quale rimane attonito nello scoprire di aver preso possesso del cadavere di Kristoff. Una volta uccisa la Baronessa, lo Spirito spiega di voler vendicare la morte del Custode Grigio, ragion per cui offre la propria lama al giocatore nella lotta contro la Prole Oscura. È doppiato da Adam Leadbeater.

#### Velanna
Velanna è un'elfa dalish che nutre una forte ostilità verso gli esseri umani, rei di aver cacciato il suo popolo dalle Valli dove in passato era stanziato. In seguito allo sterminio del suo clan e alla scomparsa di sua sorella, inizia a distruggere le carovane di passaggio nel Bosco del Cammino, convinta che gli umani siano responsabili di entrambi gli avvenimenti. Il giocatore, giunto nella radura per investigare sugli attacchi ai mercanti, potrà uccidere Velanna (ponendo così fine alla minaccia) oppure spiegarle che è stato un gruppo di Prole Oscura a massacrare i membri del suo clan, facendo però in modo che gli esseri umani apparissero come gli artefici di tutto. Promettendole aiuto nella ricerca della sorella, l'elfa si dirà decisa a diventare un Custode Grigio. È doppiata da Grey DeLisle.

#### Sigrun
Nana senza casta appartenente alla Legione dei Morti, un gruppo di guerrieri dediti allo sterminio della Prole Oscura nelle Vie Profonde. Sigrun ha raggiunto il thaig di Kal'Hirol insieme ai suoi compagni d'armi per liberarlo dalle creature che lo avevano invaso, ma li abbandona non appena la battaglia volge in loro sfavore. Determinata a riscattarsi, la nana propone al Comandante di uccidere le Madri della Nidiata in modo da porre fine alle incursioni in superficie della Prole Oscura. Una volta eliminatele, il giocatore può lasciarla ritornare nelle Vie Profonde oppure proporle di unirsi ai Custodi Grigi, offerta che la nana accetterà con entusiasmo. È doppiata da Natalia Cigliuti.

### Antagonisti

#### L'Artefice
Uno dei primi prole oscura e molto probabilmente uno degli antichi magister del Tevinter. A differenza dei suoi simili lui non avverte il richiamo degli antichi dei e per tanto ha mantenuto la razionalità. Esso di fatto non è malvagio e sanguinario, anzi cerca in tutti i modi di porre fine al flagello cercando di "curare" i suoi simili facendo loro acquisire resistenza alla corruzione grazie al sangue dei Custodi Grigi. Nonostante il suo piano abbia avuto successo in quanto molti prole oscura hanno riacquisito la capacità di pensare e parlare; molti di questi però sono caduti in preda alla follia e hanno cominciato a massacrarsi gli uni con gli altri. La Madre della nidiata è fra questi. L'Artefice è anche il responsabile involontario dell'ultimo flagello. Un giorno trovò per caso il corpo in letargo di Urthemiel e cercando di cancellare la corruzione ottenne l'effetto indesiderato di risvegliarlo dando così inizio agli eventi di Dragon Age Origins. L'Artefice si può uccidere oppure se lo risparmi una volta sconfitta la madre, si ritirerà nelle profondità della terra con la prole oscura garantendo così un lungo periodo di pace, come aveva promesso al giocatore.

#### La Madre
È la principale antagonista di Dragon Age: Origins - Awakening. Dopo essere impazzita a causa dell'Artefice, comanderà e condurrà i prole oscura senzienti in attacchi ben diretti ed organizzati contro la fortezza dei custodi e contro l'Artefice. Il suo scopo è distruggere l'Artefice "colpevole" di averle impedido di udire il richiamo degli antichi dei e i Custodi Grigi. Sembra sia molto legata ai suoi "figli" ma in realtà nella sua pazzia non esita a sacrificarli pur di raggiungere i suoi scopi.

#### I Discepoli
Una forma avanzata di Prole Oscura. L'Artefice fece bere loro il sangue dei Custodi Grigi, ed essi subirono una mutazione diventando intelligenti acquisendo la capacità di parlare, pensare e decidere. L'Artefice ha definito tale mutazione simile al rituale che effettuano i Custodi Grigi bevendo il sangue della Prole Oscura. Dopo che subiscono tale mutazione essi diventano immuni alla chiamata di un Arcidemone quando questi scatena un flagello. Alcuni Discepoli si divisero in due gruppi in base alle loro ideologie diverse, infatti alcuni Discepoli diventarono i servitori dell'Artefice mentre altri della Madre. I Discepoli inoltre si danno anche dei nomi. I principali Discepoli sono L'Avvizzito, Il Messaggero, Il Primo, Lo Smarrito, L'Araldo e Il Cercatore.